# Аксия Тертула
Вижте пояснителната страница за други личности с името Аксия.
Вижте пояснителната страница за други личности с името Тертула.
Аксия Тертула (на латински: Axia Tertulla) е римлянка от 1 век пр.н.е.

## Фамилия
Омъжва се за триумвира Марк Лициний Крас и става майка на:
- Публий Лициний Крас (легат 57 пр.н.е на Юлий Цезар), съпруг от 55 пр.н.е. на Корнелия Метела, дъщеря на Квинт Цецилий Метел Пий Сципион (консул 52 пр.н.е.).
- Марк Лициний Крас Младши (квестор 54 пр.н.е. на Юлий Цезар в Галия), съпруг на Цецилия Метела Кретика, дъщеря на Квинт Цецилий Метел Кретик (консул 69 пр.н.е.); баща на
  - Марк Лициний Крас Младши Див (консул 30 пр.н.е.).